# Lu AE58054
Lu AE58054 je potentan i selektivan antagonist 5-6 receptora. On je u razvoju kao augmentaciona terapija za tretman kognitivnih deficita vezanih za Alchajmerovu bolest i šizofreniju.